# Горенские Выселки
Го́ренские Вы́селки — село в Новоусманском районе Воронежской области.
Входит в состав Тимирязевского сельского поселения.

## Население
| 2008 | 2010 |
| ---- | ---- |
| 589  | ↘557 |

## Улицы
| - ул. 70 лет Октября, - ул. А. З. Небольсина, - ул. Мичурина, - ул. Молодёжная, | - ул. Набережная, - ул. Показательная, - ул. Садовая, - ул. Юбилейная. |

## Достопримечательности
В селе имеется деревянная церковь Покрова Пресвятой Богородицы (построена в 1868 году), реставрация которой началась в 2014 году.

## Известные уроженцы
- Дмитриев, Иван Иванович (1923—2010) — советский военный деятель, полковник, Герой Советского Союза.
- Небольсин, Анатолий Алексеевич (1928—2006) — советский и российский художник[5].